# Liste der denkmalgeschützten Objekte in Liběšice u Litoměřic
Grundlage dieser Liste der denkmalgeschützten Objekte in Liběšice u Litoměřic ist die ÚSKP-Liste (Ústřední seznam kulturních památek České republiky, deutsch Zentrale Liste der Kulturdenkmäler der Tschechischen Republik), die von der tschechischen Denkmalschutzbehörde NPÚ (Národní památkový ústav, deutsch Nationale Denkmalbehörde) seit 1987 geführt wird und an die seit dem Jahr 1850 geschaffenen Listen anschließt.

## Denkmalgeschützte Objekte in Liběšice u Litoměřic nach Ortsteilen

### Liběšice(Liebeschitz)
| Lage                                                     | Objekt                                                    | Beschreibung | ÚSKP-Nr.                  | Bild           |
| -------------------------------------------------------- | --------------------------------------------------------- | --- | ------------------------- | -------------- |
| Liběšice 1, 96, 97 (Standort)                            | Schloss Liběšice                                          | Schloss Liebeschitz: ehem. Sommerresidenz der Jesuiten von 1738 bis 1752, vielleicht von Kilian Ignaz Dientzenhofer (1689–1751) errichtet. Urspr. eine Burg, ließen die Dubanský von Duban im 16. Jahrhundert war ein vierflügeliges Renaissance-Schloss errichten, das ab 1654 für die Jesuiten umgebaut wurde. Das alte Schloss wurde um 1746 beim Bau des dreiflügeligen spätbarocken Gebäudes abgerissen. Einzeldenkmale sind: - Schloss, Umfassungsmauern, Innenhof mit Wasserbassin - Wohnhaus und Wirtschaftsgebäude - Gewächshaus - Haus mit Keller - Wohnhaus Nr. 97 und Nebengebäude - Park mit Teich und Felsen - Stützmauern mit einem Tor und einer Treppe, einem Teich mit einem Felsen, einer Brücke, Umfassungsmauer mit Ädikula - Garten mit Umfassungsmauer, Tor und vier Rokoko-Vasen (um 1757), vermutlich von Tobias Süssmayer (* 1714) | 35912/5-2117 Info Katalog | weitere Bilder |
| Liběšice, am Schlosspark (Standort)                      | Nepomukstatue                                             | Statue des hl. Johannes von Nepomuk | 32123/5-4582 Info Katalog | weitere Bilder |
| Liběšice, an der Straße gegenüber vom Schloss (Standort) | Gruppe von fünf Statuen                                   | Gruppe von fünf Statuen: Hl. Paul, Engel I, hl. Johannes von Nepomuk, Engel II, hl. Johannes (18. Jahrhundert) | 23450/5-2119 Info Katalog | weitere Bilder |
| Liběšice (Standort)                                      | Kirche Mariä Himmelfahrt (Kostel Nanebevzetí Panny Marie) | Kirche Mariä Himmelfahrt: Klassizistische Kirche von 1813 von Ignaz Anton Gaube und D. Dialer mit einem älteren Renaissance-Turm von 1589, auf einem ehemaligen Friedhof mit einem Barocktor und einer Mauer sowie einer Reihe hochbarocker Statuen vom Prager Bildhauer Tobias Süssmayer. Komplex mit folgenden Einzeldenkmalen: - Kirche - Gruppe von sechs Statuen: Hl. Alois, Jungfrau Maria, Erzengel Gabriel, hl. Laurentius, hl. Donatus und hl. Leonhard - Treppe I, Denkmal und Treppe II | 17284/5-2118 Info Katalog | weitere Bilder |
| Liběšice, am Friedhof (Standort)                         | Kapelle des hl. Franz Xaver                               | Kapelle des hl. Franz Xaver | 20340/5-2120 Info Katalog | weitere Bilder |
| Liběšice, Liběšice 12 (Standort)                         | Bauernhaus Nr. 12                                         | Bauerngehöft-ruinös: Wohnhaus Nr. 12, Ausgedingehaus, Umfassungsmauer mit Tor | 41611/5-2121 Info Katalog | weitere Bilder |
| Liběšice 66 (Standort)                                   | Barockhaus Nr. 66                                         | Stadthaus – barockes Wohnhaus mit Hofflügel | 16214/5-4585 Info Katalog | weitere Bilder |
| Liběšice 67 (Standort)                                   | Bauernhaus Nr. 67                                         | Bauerngehöft: Wohngebäude und Wirtschaftsgebäude | 17527/5-4584 Info Katalog | weitere Bilder |
| Liběšice (Standort)                                      | Bildstock                                                 | Bildstock | 39996/5-2123 Info Katalog | weitere Bilder |

### Dolní Chobolice (Nieder Koblitz)
| Lage                                                           | Objekt     | Beschreibung | ÚSKP-Nr.                  | Bild           |
| -------------------------------------------------------------- | ---------- | ------------ | ------------------------- | -------------- |
| Liběšice, im Wald unterm Sedlo (Geltschberg, 726 m) (Standort) | Sühnekreuz | Sühnekreuz   | 22973/5-2056 Info Katalog | weitere Bilder |

### Dolní Nezly (Nieder Nösel)
| Lage                             | Objekt             | Beschreibung                                                               | ÚSKP-Nr.                  | Bild               |
| -------------------------------- | ------------------ | -------------------------------------------------------------------------- | ------------------------- | ------------------ |
| Dolní Nezly 4 (Standort)         | Bauernhaus Nr. 4   | Bauerngehöft: Wohnhaus Nr. 4, Wirtschaftsgebäude mit einem Tor und Pforte. | 14326/5-4548 Info Katalog | Bauernhaus Nr. 4   |
| Dolní Nezly 10 (Standort)        | Wohnhaus Nr. 10    | Bauernhaus                                                                 | 51241/5-5916 Info Katalog | Wohnhaus Nr. 10    |
| Dolní Nezly 11 (Standort)        | Wohnhaus Nr. 11    | Bauernhaus                                                                 | 39207/5-4549 Info Katalog | Wohnhaus Nr. 11    |
| Dolní Nezly 14 (Standort)        | Bauernhof čp. 14   | Bauernhof: Wohnhaus Nr. 14, Scheune mit Keller, Tor                        | 101479 Info Katalog       | Bauernhof čp. 14   |
| Dolní Nezly če. 1 a 2 (Standort) | Häuser Nr. 1 und 2 | Bauernhaus                                                                 | 13539/5-5432 Info Katalog | Häuser Nr. 1 und 2 |

### Horní Nezly (Ober Nösel)
| Lage                     | Objekt           | Beschreibung                        | ÚSKP-Nr.                  | Bild             |
| ------------------------ | ---------------- | ----------------------------------- | ------------------------- | ---------------- |
| Horní Nezly 4 (Standort) | Bauernhaus Nr. 4 | Bauerngehöft: Wohnhaus und Scheune. | 29977/5-2038 Info Katalog | Bauernhaus Nr. 4 |

### Dolní Řepčice (Nieder Repsch)
| Lage                       | Objekt         | Beschreibung                        | ÚSKP-Nr.                  | Bild           |
| -------------------------- | -------------- | ----------------------------------- | ------------------------- | -------------- |
| Dolní Řepčice 2 (Standort) | Wohnhaus Nr. 2 | Bauernhaus: Wohnhaus Nr. 2, Scheune | 24813/5-2040 Info Katalog | Wohnhaus Nr. 2 |
| Dolní Řepčice 4 (Standort) | Wohnhaus Nr. 4 | Bauernhaus                          | 31589/5-4739 Info Katalog | Wohnhaus Nr. 4 |

### Horní Chobolice (Ober Koblitz)
| Lage                             | Objekt           | Beschreibung                             | ÚSKP-Nr.                  | Bild             |
| -------------------------------- | ---------------- | ---------------------------------------- | ------------------------- | ---------------- |
| Horní Chobolice če. 9 (Standort) | Bauernhaus Nr. 9 | Bauerngehöft: Wohnhaus, Rest der Scheune | 25254/5-2054 Info Katalog | Bauernhaus Nr. 9 |

### Lhotsko (Hutzke)
| Lage                                       | Objekt                                    | Beschreibung | ÚSKP-Nr.                  | Bild           |
| ------------------------------------------ | ----------------------------------------- | --- | ------------------------- | -------------- |
| Lhotsko, am Hradiště Hradec (Standort)     | Mausoleum des Industriellen Josef Schroll | Mausoleum des Industriellen Josef Schroll (1821–1891), erbaut 1881 nach einem Entwurf von Ludwig Zettl (1821–1891), in der Form eines griechischen Kreuzes mit einer Kuppel, Südportal mit Portikus. | 42900/5-2115 Info Katalog | weitere Bilder |
| Lhotsko, Dolní Vysoké II, Srdov (Standort) | Burgwall Hradec (Hradiště Hradec)         | Befestigte Höhensiedlung — Burgwall Hradec, archäologische Spuren | 88998/5-2115 Info Katalog | weitere Bilder |

### Nová Vesnička (Neuhäusel)
| Lage                     | Objekt     | Beschreibung                          | ÚSKP-Nr.                  | Bild           |
| ------------------------ | ---------- | ------------------------------------- | ------------------------- | -------------- |
| Nová Vesnička (Standort) | Burg Litýš | Burgruine Litaisch auf dem Berg Litýš | 19320/5-2401 Info Katalog | weitere Bilder |

### Soběnice (Sobenitz)
| Lage                      | Objekt                    | Beschreibung | ÚSKP-Nr.                  | Bild              |
| ------------------------- | ------------------------- | --- | ------------------------- | ----------------- |
| Soběnice (Standort)       | Kirche St. Peter und Paul | Kirche St. Peter und Paul sowie Umfassungsmauer mit zwei Toren. Der Kirchenkomplex wurde zwischen 1693 und 1698 an der Stelle einer älteren Kirche aus der Mitte des 14. Jahrhunderts nach einem Entwurf von Giulio Broggio (1628–1718) errichtet. Im Jahr 1816 wurde der Kirchturm erbaut und zu Beginn des 20. Jahrhunderts die Innenausmalung erneuert. | 42795/5-2306 Info Katalog | weitere Bilder    |
| Soběnice čp. 4 (Standort) | Bauernhaus Nr. 4          | Bauernhaus und Scheune, erbaut vor 1843. Das Gehöft umfasst auch ein Wirtschaftsgebäude und ein Tor zwischen dem Haus und der Scheune. | 106207 Info Katalog       | BW                |
| Soběnice 6 (Standort)     | Bauernhaus Nr. 6          | Bauerngehöft: Haus Nr. 6, Getreidespeicher, Tor, Umfassungsmauer mit Tor. Ein geschlossener Bauernhof mit Innenhof und Gebäuden aus verschiedenen Zeitabschnitten, der die Entwicklung der ländlichen Architektur in der Gegend von Leitmeritz vom Ende des 16. Jahrhunderts bis zum Beginn des 20. Jahrhunderts abbildet. Einzigartig ist die Erhaltung des Getreidespeichers aus der Renaissancezeit mit Datierung. | 43480/5-2308 Info Katalog | Bauernhaus Nr. 6  |
| Soběnice 8 (Standort)     | Wohnhaus Nr. 8            | Bauerngehöft - Haus Nr. 8: Ein langes zweistöckiges Wohnhaus mit einem Fachwerkteil mit Sockel und einem Fachwerkteil im ersten Stock, vermutlich aus der ersten Hälfte des 19. Jahrhunderts. Im Dachgeschoss des Hauses befindet sich eine veränderte Veranda. - Getreidespeicher: Das Erdgeschoss des Getreidespeichers mit Satteldach besteht aus Feldsteinen und Ziegeln, der erste Stock ist eine Fachwerkkonstruktion. Der Getreidespeicher steht rechtwinklig zum Wohnhaus und schließt den Innenhof an der Westseite. - Scheunen: Ein zweistöckiges Backsteingebäude mit Satteldach in Längsrichtung am südwestlichen Rand des Grundstücks gegenüber dem Wirtschaftsteil des Wohngebäudes. Erdgeschoss aus Bruchsteinen mit Ziegelboden, Taubenhaus ursprünglich im ersten Stock. - Umfassungsmauer mit Tor und Pforte: Eine Mauer aus gemischtem Mauerwerk schließt die Ostseite des Komplexes ab. | 103512 Info Katalog       | Wohnhaus Nr. 8    |
| Soběnice 14 (Standort)    | Bauernhaus Nr. 14         | Bauerngehöft – zum Teil abgerissen. Die Gebäude des ruinösen Gehöfts wurden vermutlich um die Wende vom 18. zum 19. Jahrhundert erbaut und stehen in der deutsch-böhmischen ländlichen Bautradition: - Ausgedingehaus Nr. 14 - Reste eines Wohngebäudes Nr. 14 mit Scheunen - Scheunen und Rest eines Getreidespeichers | 44057/5-5374 Info Katalog | Bauernhaus Nr. 14 |
| Soběnice 54 (Standort)    | Wohnhaus Nr. 54           | Bauernhaus. Fachwerkhaus mit Holz-Sockel und Querträgern aus dem Ende des 18. Jahrhunderts. Die Fenster haben Holzrahmen mit einer geschnitzten oberen Leiste und authentischen Fensterläden. | 43245/5-2307 Info Katalog | Wohnhaus Nr. 54   |

### Srdov (Zierde)
| Lage                            | Objekt                    | Beschreibung                                                              | ÚSKP-Nr.                  | Bild                      |
| ------------------------------- | ------------------------- | ------------------------------------------------------------------------- | ------------------------- | ------------------------- |
| Srdov 9 (Standort)              | Bauernhaus Nr. 9          | Bauerngehöft: Wohnhaus Nr. 9, Hopfentrockner, Scheune und Ausgedingehaus. | 51133/5-5915 Info Katalog | Bauernhaus Nr. 9          |
| Srdov 11 (Standort)             | Bauernhaus Nr. 11         | Bauerngehöft: Wohnhaus Nr. 11, Scheune, Tor und Rest der Scheune          | 42675/5-2313 Info Katalog | Bauernhaus Nr. 11         |
| Srdov če. 16, 34, 37 (Standort) | Bauernhaus Nr. 16, 34, 37 | Bauerngehöft Nr. 16 und 34 mit Ausgedingehaus Nr. 37, Scheune und Tor     | 43139/5-4696 Info Katalog | Bauernhaus Nr. 16, 34, 37 |
| Srdov 28 (Standort)             | Wohnhaus Nr. 28           | Bauernhaus                                                                | 42648/5-2314 Info Katalog | Wohnhaus Nr. 28           |
| Srdov 30 (Standort)             | Wohnhaus Nr. 30           | Bauernhaus                                                                | 42334/5-4699 Info Katalog | Wohnhaus Nr. 30           |
| Srdov 39 (Standort)             | Bauernhaus Nr. 39         | Bauerngehöft: Wohnhaus mit Scheune.                                       | 43335/5-4697 Info Katalog | Bauernhaus Nr. 39         |

### Trnobrany (Trnobrand)
| Lage                       | Objekt                         | Beschreibung                                 | ÚSKP-Nr.                  | Bild                           |
| -------------------------- | ------------------------------ | -------------------------------------------- | ------------------------- | ------------------------------ |
| Trnobrany 32 (Standort)    | Bauernhaus Nr. 32              | Bauerngehöft: Wohnhaus und Getreidespeicher. | 42746/5-4725 Info Katalog | Bauernhaus Nr. 32              |
| Trnobrany če. 2 (Standort) | Bauernhaus Nr. 2               | Bauernhaus, Umfassungsmauer mit Tor          | 43251/5-2124 Info Katalog | Bauernhaus Nr. 2               |
| Trnobrany 34 (Standort)    | Ehem. Ausflugslokal „U Štrosů“ | Ehem. Ausflugslokal „Zum Strauss“            | 103844 Info Katalog       | Ehem. Ausflugslokal „U Štrosů“ |

### Zimoř (Simmer)
| Lage                | Objekt            | Beschreibung                        | ÚSKP-Nr.                  | Bild              |
| ------------------- | ----------------- | ----------------------------------- | ------------------------- | ----------------- |
| Zimoř 22 (Standort) | Bauernhaus Nr. 22 | Bauerngehöft: Wohnhaus und Scheune. | 42733/5-2125 Info Katalog | Bauernhaus Nr. 22 |